# Zbigniew Bania
Zbigniew Bania (ur. 20 stycznia 1939 w Delatynie lub Nadwórnej, zm. 17 lutego 2012 w Opolu) – polski piłkarz grający na pozycji napastnika, trener. Zawodnik Odry Opole.

## Kariera piłkarska
Zbigniew Bania wielką karierę piłkarską rozpoczął w 1958 roku w Budowlanych Opole. W ekstraklasie zadebiutował dnia 16 marca 1958 roku w zremisowanym 0:0 meczu z Legią Warszawa. Wcześniej Bania grał w występujących w III lidze rezerwach klubu. Trener Odry Teodor Wieczorek zauważył młodego i utalentowanego piłkarza, dając szansę zawodnikowi występów w pierwszym zespole w trakcie przygotowań do startu ekstraklasy w sezonie 1958. Pierwszego gola w ekstraklasie zdobył dnia 6 kwietnia 1958 roku w Bydgoszczy w wygranym 0:4 meczu z Polonią Bydgoszcz. Jednak to nie uchroniło zespołu od spadku z ekstraklasy w sezonie 1958, ale w II lidze w sezonie 1959 powrócił z Odrą do piłkarskiej elity.
Dobre występy w lidze spowodowały zainteresowanie piłkarzem ze strony trenera młodzieżowej reprezentacji Polski Kazimierza Górskiego na spotkanie z Rumunią w Szczecinie dnia 30 lipca 1959 roku.
Zbigniew Bania odniósł z Odrą Opole następujące sukcesy: 3.miejsce w ekstraklasie, 3.miejsce w Pucharze Polski, półfinał Pucharu Intertoto.
Zbigniew Bania miał wielkie szczęście do zdobywania bramek w jubileuszowych meczach Odry Opole w ekstraklasie. W 200. spotkaniu opolskiego zespołu w ekstraklasie dnia 3 kwietnia 1964 roku Unia Racibórz – Odra Opole 3:1, Bania zdobył honorowego gola dla "Odry". Jest również autorem 300. bramki w ekstraklasie dla zespołu z Opola. 19 września 1964 roku w wygranym 2:1 meczu ŁKS Łódź – Odra Opole zdobył jubileuszowego gola i na stałe zapisał się w historii klubu. Obie bramki zdobyte w spotkaniu z ŁKS-em Łódź były dziełem Bani (71 min. i 79 min.).
Po spadku Odry Opole z ekstraklasy w sezonie 1965/1966 Zbigniew Bania w wieku zaledwie 27 lat zakończył karierę piłkarską. W ekstraklasie rozegrał 150 meczów i strzelił 6 goli.

## Kariera trenerska
Po zakończeniu kariery piłkarskiej Zbigniew Bania rozpoczął karierę trenerską. W latach 1967–1972 był trenerem Otmętu Krapkowice. Następnie w latach prowadził 1974–1976 Jagiellonię Białystok, której w sezonie 1974/1975 zapewnił historyczny awans do II ligi, ponownie był trenerem klubu z Białegostoku w latach 1978–1980 i w sezonie 1979/1980 ponownie awansował z nim do II ligi. Następnie w latach 1982–1984 i 1984–1985 trenował piłkarzy Mazura Ełk i w latach 1985–1987 był szkoleniowcem Warmii Grajewo.

## Życie prywatne
Na początku lat 2000 Zbigniew Bania doznał wylewu i został częściowo sparaliżowany. Pomocną dłoń byłemu napastnikowi wyciągnęli ludzie związani z Odrą Opole. W 2001 roku rozegrano mecz charytatywny Hetman Byczyna – Odra Opole, z którego dochód przeznaczono choremu Bani.

## Statystyki w lidze
| Klub               | Sezon              | Liga polska | Liga polska |
| Klub               | Sezon              | Występy     | Bramki      |
| ------------------ | ------------------ | ----------- | ----------- |
| Odra Opole         | 1958               | 16          | 2           |
| Odra Opole         | 1959               | 20          | 10          |
| Odra Opole         | 1960               | 17          | 2           |
| Odra Opole         | 1961               | 25          | 6           |
| Odra Opole         | 1962               | 4           | 0           |
| Odra Opole         | 1962/1963          | 25          | 7           |
| Odra Opole         | 1963/1964          | 21          | 5           |
| Odra Opole         | 1964/1965          | 22          | 4           |
| Odra Opole         | 1965/1966          | 20          | 4           |
| Łącznie w I lidze  | Łącznie w I lidze  | 150         | 30          |
| Łącznie w II lidze | Łącznie w II lidze | 20          | 10          |
| Łącznie            | Łącznie            | 170         | 40          |

## Sukcesy

### Piłkarz
- 3.miejsce w ekstraklasie: 1964
- 3.miejsce w Pucharze Polski: 1962
- Półfinał Pucharu Intertoto: 1964

### Trener
- awans do II ligi: 1975, 1980 z Jagiellonią Białystok